# 藍色雨
《藍色雨》是台灣歌手溫嵐的第三張個人專輯，於2002年6月21日發行。

## 曲目
1. 蓝色雨 词：方文山 曲：林迈可
2. 地狱天使 词：刘畊宏 曲：周杰伦
3. 不吵不闹 词：方文山 曲：林迈可
4. 走 词：方文山 曲：周杰伦
5. 发烫 词：黄俊郎 曲：周杰伦
6. 冰河 词：徐世珍 曲：林迈可
7. 潘朵拉 词：虹幸 曲：卢春如
8. 定时炸弹 词：刘畊宏 曲：周杰伦
9. 你活该 词：方文山 曲：林迈可
10. 书签 词：郑雅霏 曲：黄韦翔